# Арутюнов Олександр Іванович
Олекса́ндр Іва́нович Арутю́нов (3 січня 1904, Єреван — 5 червня 1975, Москва) — український радянський нейрохірург, заслужений діяч науки УРСР (з 1954), академік АМН СРСР (1967), засновник української школи нейрохірургів.
Член КПРС з 1940.

## Біографічні відомості
Народився в Єревані. Учень академіка М. Н. Бурденка. Під час Німецько-радянської війни — головний хірург Південного, Північно-Кавказького, Південно-Західного, 3-го Українського фронтів.
З 1945 — завідувач нейрохірургічної клініки в Києві. В 1950 організував Український науково-дослідний інститут нейрохірургії, який очолював з 1950 по 1964. З 1964 по 1975 був директором інституту нейрохірургії ім. М. Бурденка (Москва).

## Праці
Праці Арутюнова присвячені проблемам нейроонкології, відновлювальної та судинної хірургії.
Арутюнов створив новий напрям у розробці проблем внутрішньочерепного тиску та набряку мозку і діагностики вогнищевих уражень мозку.

## Відзнаки і нагороди
Герой Соціалістичної Праці (1974). Нагороджений двома орденами Червоного Прапора та іншими орденами і медалями.